# Vicia dasycarpa
Vicia dasycarpa é uma espécie de planta com flor pertencente à família Fabaceae. 
A autoridade científica da espécie é Ten., tendo sido publicada em Viagg Arbuzz 81. 1830.
Os seus nomes comuns são ervilhaca-cicirão, ervilhaca-glabra ou ervilhaca-vilosa.

## Portugal
Trata-se de uma espécie presente no território português, nomeadamente em Portugal Continental.
Em termos de naturalidade é nativa da região atrás indicada.

## Protecção
Não se encontra protegida por legislação portuguesa ou da Comunidade Europeia.